# 昂图万
昂图万（法語：Antoing，法語發音：[ɑ̃twɛ̃] ⓘ）是比利时瓦隆大区埃諾省图尔奈-穆斯克龙区的一座城市，南与法国接壤，通行法语，是比利时法语社群的一部分，面积31.13平方千米，人口7,760人（2018年1月1日）。

## 友好城市
- 法國 瓦卢瓦地区克雷皮
- 波蘭 普翁斯克
- 德国 摩泽尔河畔采尔